# Struer
Struer anhörenⓘ ist eine Kleinstadt mit 9893 Einwohnern (Stand 1. Januar 2025) in Jütland im Westen Dänemarks, am Limfjord gelegen.

## Wirtschaft und Infrastruktur
Der wichtigste Industriebetrieb und größte Arbeitgeber der Stadt ist der Elektronikkonzern Bang & Olufsen. Ebenso befindet sich hier der für seine aus Holz gebauten See- und Renn-Kajaks bekannte Hersteller Struer. Daneben lebt Struer aber auch vom Tourismus. Es besitzt den mit 500 Liegeplätzen größten Jachthafen am Limfjord.

## Verkehr

### Straße
Struer liegt an der Primærrute 11, die Sæd an der deutsch-dänischen Grenze mit Aalborg verbindet. Der nächstgelegene Anschluss an das dänische Autobahnsystem (Holstebromotorvejen) befindet sich in Holstebro.

### Schiene
Struer ist Eisenbahnknotenpunkt für die folgenden Linien:
InterCity und InterCity Lyn
- 2 (Kopenhagen – Fredericia – Århus – Langå – Struer)
- 3 (Kopenhagen – Fredericia – Herning – Struer – Thisted)

Regionalzüge (Regionaltog)
- 74 (Århus – Langå – Struer)
- 90 (Fredericia – Struer)
- 91 (Thisted – Struer)
- 92 (Struer – Skjern)[4]

## Sehenswürdigkeiten

### Museen
Das städtische Museum befindet sich im Torngaard, dem ältesten Gebäude der Stadt. Dieses Haus diente in der Vergangenheit als Pachthof, als Handelshaus und als Pfarrhof. Heute zeigt es unter anderem die Geschichte der Firma Bang & Olufsen, deren Wurzeln in der Stadt beheimatet sind, sowie von Handwerk und Handel des Ortes.
Das Haus des Schriftstellers Johannes Buchholtz, der seit 1902 in Struer lebte und seinerzeit zu den erfolgreichsten Schriftstellern Dänemarks gehörte, kann in der Søndergade 23 besichtigt werden.

### Sehenswertes in der Umgebung
Toftum Bjerge: Mit einer Küstenlinie von 15 km ist diese Landschaft nördlich von Struer, mit den charakteristischen Steilhängen zum Limfjord, ein beliebtes Erholungsgebiet.
Kilen, ehemals ein Seitenarm des Limfjords, wurde 1952 unter Naturschutz gestellt und ist heute ein sehenswertes Vogelschutzgebiet.

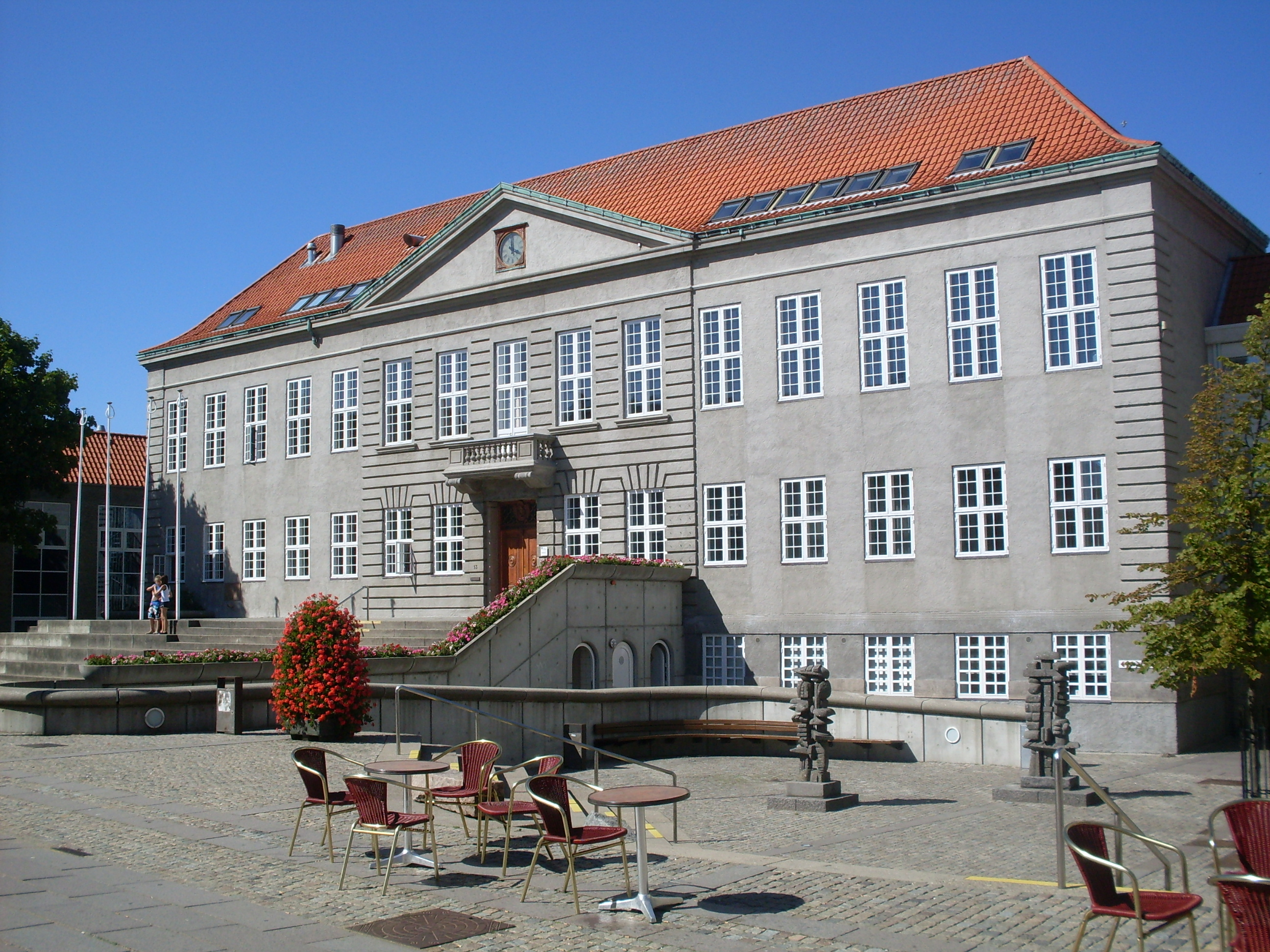
Rathaus von Struer
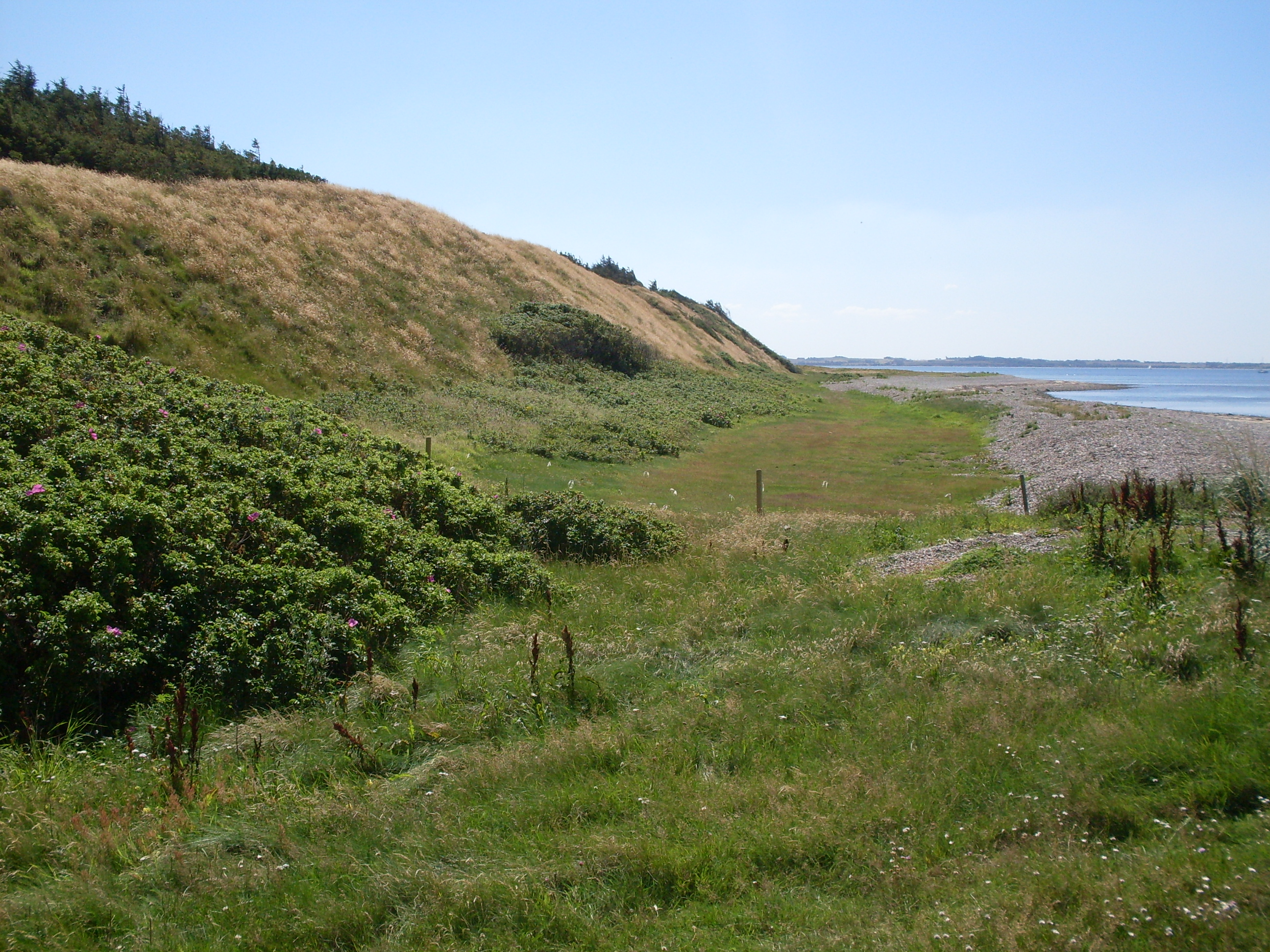
Küstenabschnitt bei Struer
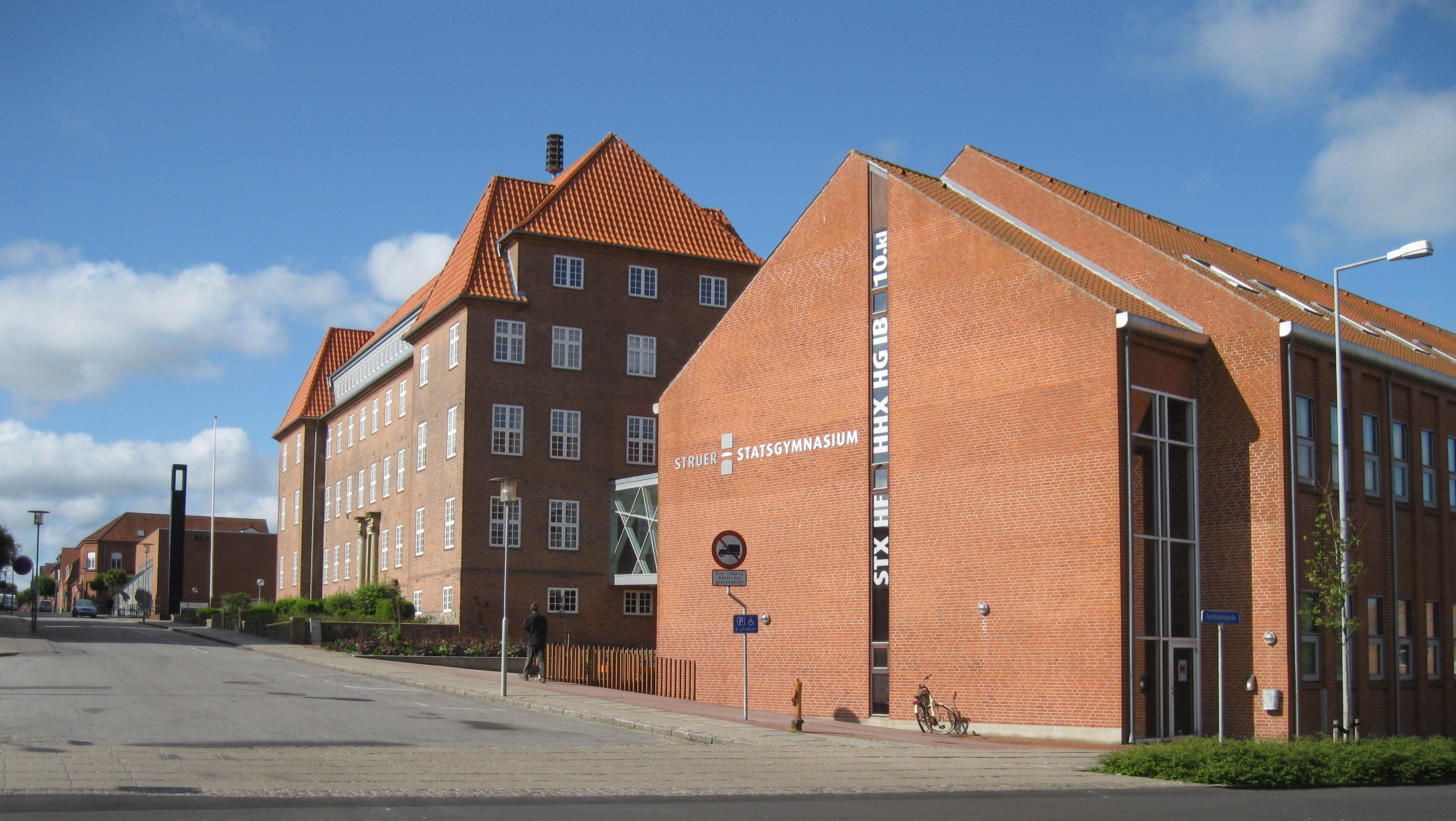
Gymnasium von Struer
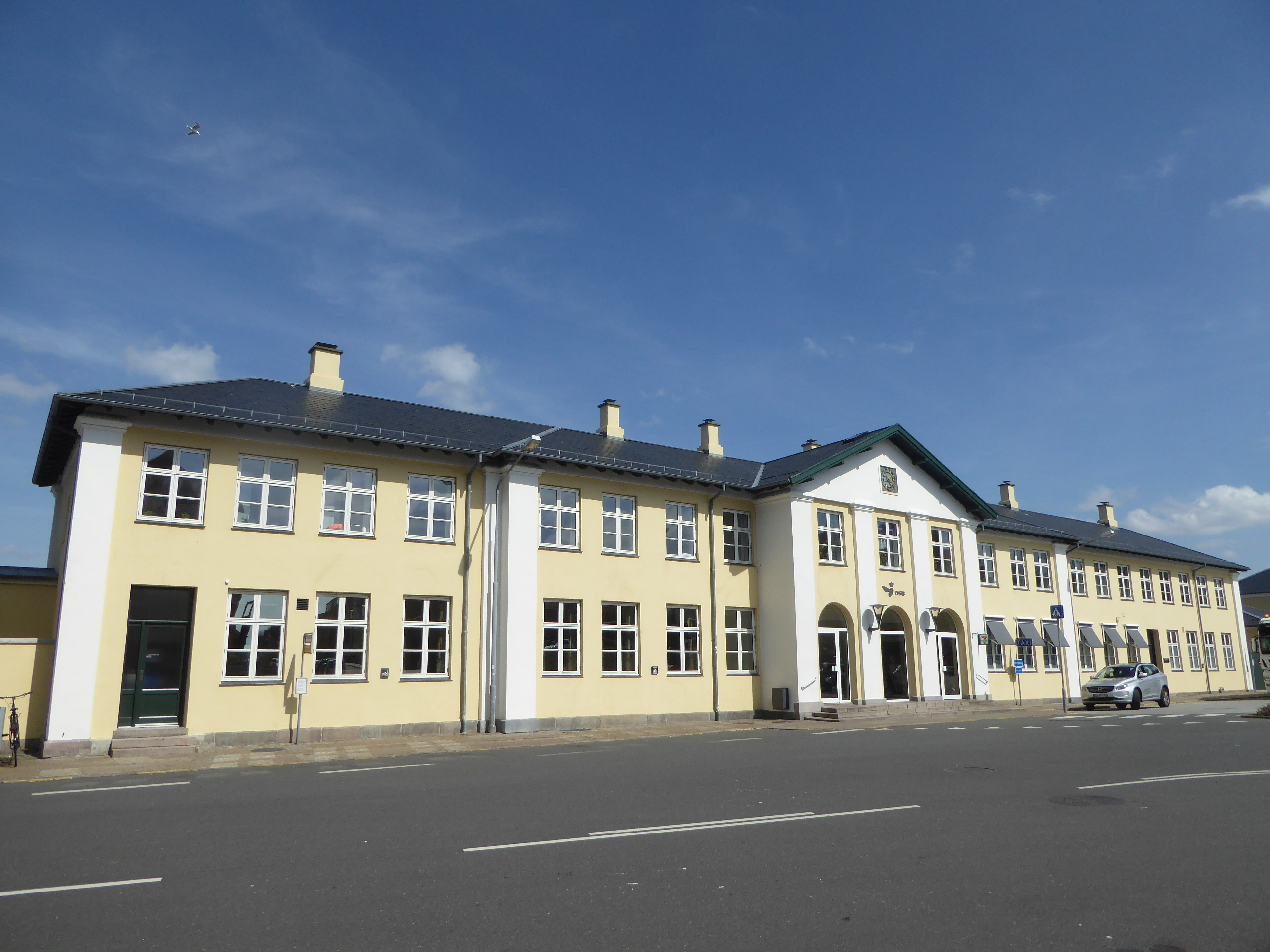
Bahnhof

## Persönlichkeiten

### Söhne und Töchter der Stadt
- Kirsten Schwalbe (* 1914), Altersrekordlerin und älteste in Dänemark lebende Person
- Vagn Dybdahl (1922–2001), Historiker und Archivar
- Arne Høyer (1928–2010), Kanute, Bronzemedaillengewinner bei Olympia
- Mathias Bitsch (* 1996), Handballspieler

### Persönlichkeiten, die in Struer gewirkt haben
- Johannes Buchholtz (1882–1940), Schriftsteller, lebte bis zu seinem Tod in der Stadt
- Claus Ruhe Madsen (* 1972), Unternehmer und Rostocker Oberbürgermeister, ging in Struer zur Schule